# Jacques Mallet (1724-1815)
Pour les articles homonymes, voir Jacques Mallet (homonymie) et Mallet.
Pour les autres membres de la famille, voir Famille Mallet.
Jacques Mallet (23 mars 1724 à Paris - 23 octobre 1815 à Chougny) est un banquier parisien.

## Biographie
Fils d'Isaac Mallet et de Françoise Dufour, il devient banquier à Paris à partir de 1751, en tant qu'associé au sein de la maison Dufour, Mallet et Le Royer, puis Mallet, Le Royer et Mallet fils et enfin Mallet père et fils. Il succède à son père à la tête de la banque.
Il s'associe un temps avec Jacques Necker.
Il est membre du Grand Conseil genevois.
Marié à Louise-Madeleine Bresson en 1747, il est le père de Guillaume Mallet et d'Isaac Mallet.
Il se retire par la suite du côté de Genève, entre son domaine de Chougny-Fontaine et sa maison à Vandœuvres. 

### Sources
- Albert Choisy, Notice généalogique et historique sur la famille Mallet de Geneve originaire de Rouen, 1930
- Romuald Szramkiewicz, Les Régents et censeurs de la Banque de France: nommés sous le Consulat et l'Empire, 1974
- Herbert Lüthy, La banque protestante en France: de la révocation de l'Édit de Nantes à la Révolution, Volume 2, 1959
- Eugène Haag, La France protestante: ou, Vies des protestants franc̦ais qui se sont fait un nom dans l'histoire depuis les premiers temps de la réformation jusqu'à la reconnaissance du principe de la liberté des cultes par l'Assemblée nationale, Volume 7, Cherbuliez, 1846